# Pyhätunturi
Pyhätunturi - góra położona w gminie Kemijärvi, w prowincji Laponia, w północnej Finlandii. Leży na terenie Parku Narodowego Pyhä-Luosto. Stoki góry poprzecinane są trasami narciarskimi. Często organizowane są tu zawody Pucharu Świata w narciarstwie dowolnym. W 1994 r. zorganizowano tu zawody w biegu na orientację - Jukola.

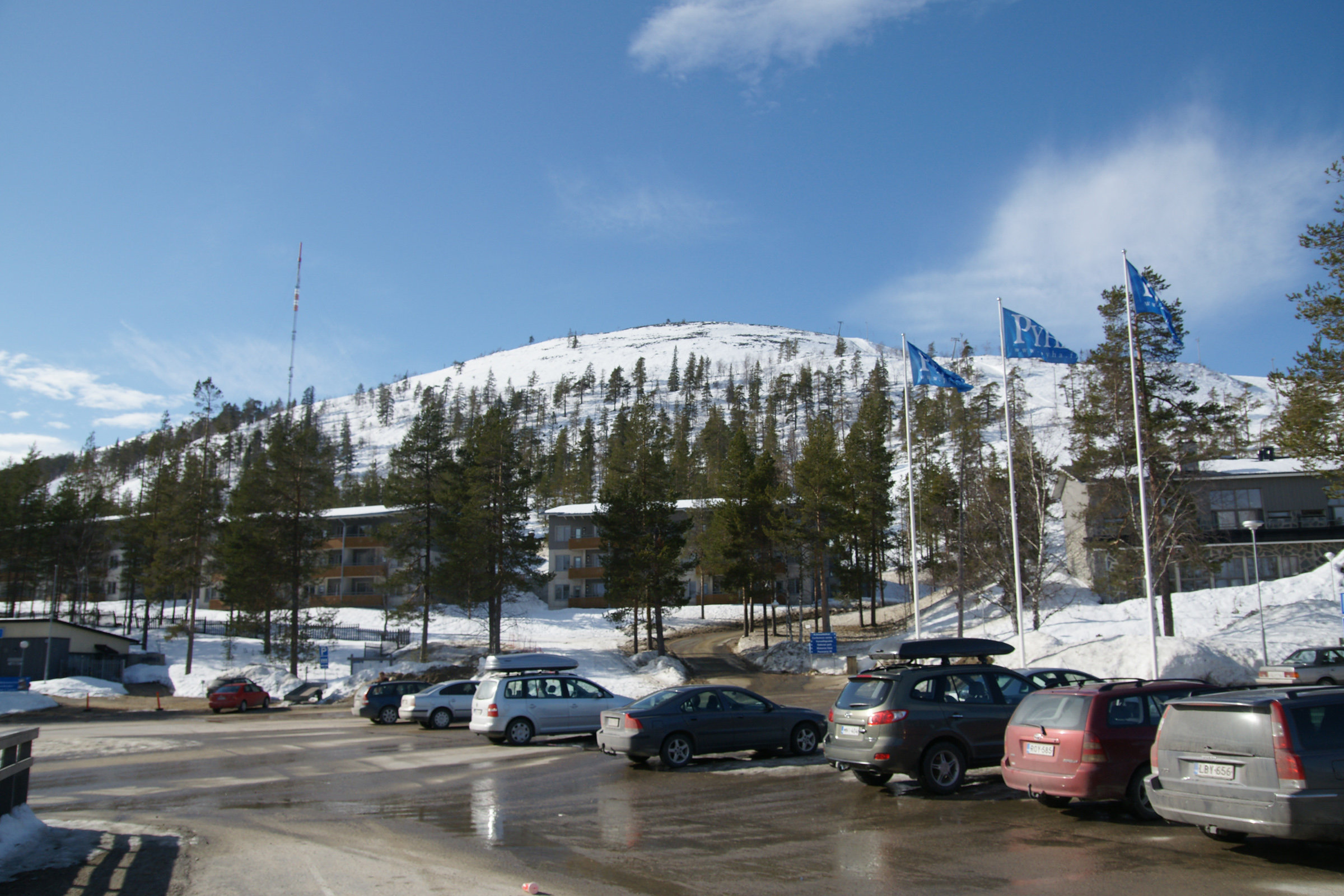
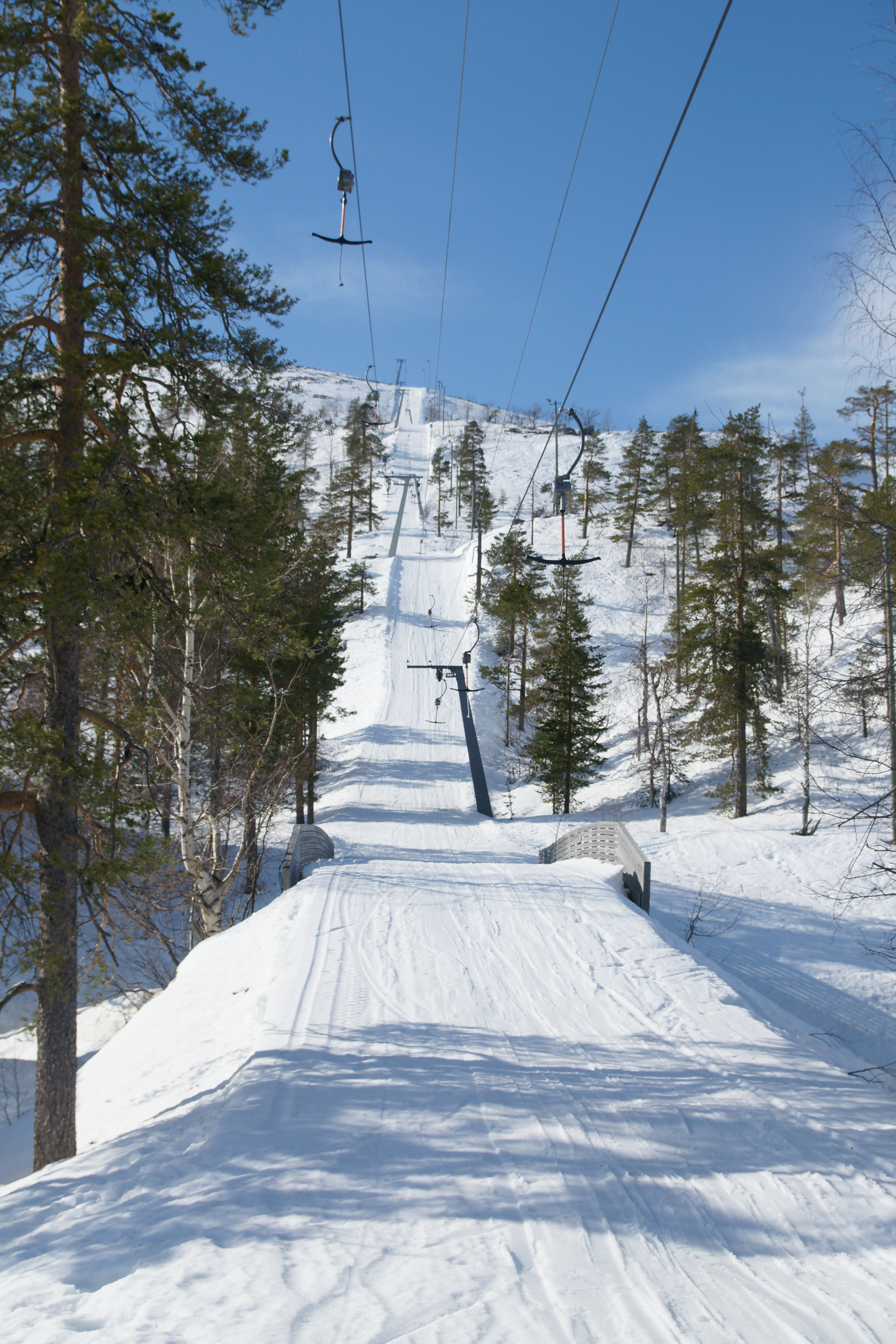
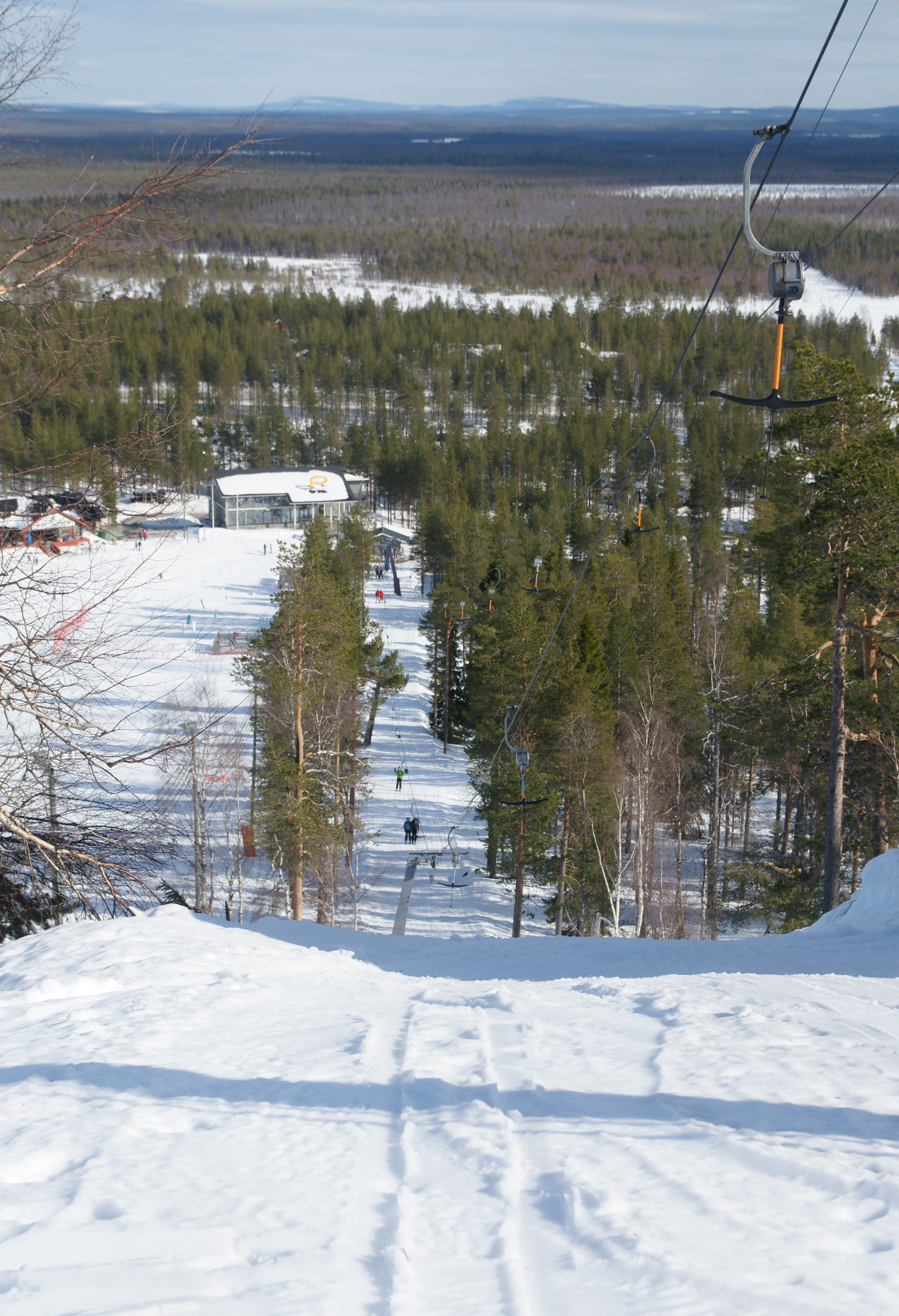